# Апинис, Янис
Янис Апинис (Иван Давидович Апин; латыш. Jānis Apinis, 30 декабря 1866 (11 января 1867), Драбешская волость, Венденский уезд, Лифляндская губерния — 25 июля 1925, Рига, Латвия) — полковник Русской императорской армии, генерал латвийской армии. На службе с 1888 года вольноопределяющимся 97-го пехотного Лифляндского полка. После окончания Виленского пехотного юнкерского училища произведён в 1894 году в подпоручики с назначением в 116-й пехотный Малоярославский полк. До 1910 года служил в 178-м пехотном Венденском полку в Лиепае, затем — в 113-м пехотном Старорусском полку. С 1917 года — командир 217-го пехотного Ковровского полка. С 1918 года — в Латвийской армии, командир 6-го Рижского стрелкового полка. С 1920 по 1924 год — командир 2-й Видземской дивизии. В 1921 году повышен до генерала.

## Награды
- Орден Святого Станислава 2-й и 3-й степеней,
- Орден Святой Анны 2-й с мечами и 3-й степеней,
- Орден Святого Владимира 4-й степени с мечами и бантом,
- Орден Лачплесиса 3-й степени.